# We R Who We R
We R Who We R è un singolo della cantante statunitense Kesha, il primo estratto dalla riedizione del suo primo album Animal, intitolato Cannibal, ed uscito il 22 novembre 2010.
Nel brano la cantante fa uso dell'Auto-Tune.

## Il brano
Il testo è frutto di una riflessione di Kesha su alcune notizie di cronaca incentrate su alcuni episodi di bullismo nei confronti di adolescenti gay. Per la cantante, il brano si eleva come un inno che "porti le persone a piacersi e allo stesso tempo ad essere se stesse. È un omaggio a qualsiasi tipo di diversità o apparente stranezza". Ha inoltre affermato: "Sono addolorata dalla catena di suicidi verificatisi negli ultimi giorni, nei confronti di ragazzi che si sono sentiti davvero oggetto di uno scherno collettivo. Non immagino come si possano essere sentiti. Ma ogni stranezza individuale è un dono e rende la tua vita frizzante."

## Tracce
Download digitale
1. We R Who We R - 3:24

## Video
Il video musicale è stato girato a Los Angeles ed è diretto da Hype Williams. Nel video la cantante si ricopre di metallo dorato e inscena una danza scatenata in una location dall'aria underground, salvo poi ritrovarsi in una festa fra fumo colorato e deejay in versione sexy, mentre si riveste di toni blu e si lancia nelle danze ballando tra la folla.

## Successo commerciale
We R Who We R arriva direttamente primo nella Billboard Hot 100, vendendo oltre 280 000 copie digitali. È il diciassettesimo singolo nella storia della chart a debuttare direttamente alla prima posizione nella classifica americana, e il quinto singolo consecutivo della cantante ad entrare nella top 10 di questa classifica. La settimana successiva il singolo è sceso alla quinta posizione della classifica statunitense e alla seconda della classifica digitale vendendo altre 220 000 copie (il 21% in meno rispetto alla settimana precedente). Ha mantenuto questa posizione anche nella sua terza settimana, vendendo altre 191 000 copie (il 14% in meno rispetto alla settimana precedente). Ha mantenuto questa posizione nella settimana successiva, vendendo altre 188.000.
Nella stessa settimana, We R Who We R esordisce anche alla seconda posizione della Billboard Canadian Hot 100, vendendo oltre 21 000 copie digitali. Anche in Australia il brano debutta direttamente alla prima posizione nella settimana terminante il 14 novembre 2010; in Nuova Zelanda, debutta quarto il 1º novembre 2010 e scivola alla settima posizione la settimana seguente.

## Classifiche
| Classifica (2010) | Posizione massima |
| ----------------- | ----------------- |
| Australia         | 1                 |
| Austria           | 15                |
| Belgio (Fiandre)  | 13                |
| Belgio (Vallonia) | 11                |
| Canada            | 2                 |
| Danimarca         | 31                |
| Finlandia         | 22                |
| Francia           | 22                |
| Germania          | 23                |
| Giappone          | 5                 |
| Irlanda           | 10                |
| Italia            | 33                |
| Norvegia          | 13                |
| Nuova Zelanda     | 4                 |
| Paesi Bassi       | 42                |
| Regno Unito       | 1                 |
| Repubblica Ceca   | 20                |
| Slovacchia        | 4                 |
| Spagna            | 29                |
| Stati Uniti       | 1                 |
| Svezia            | 22                |
| Svizzera          | 17                |

### Classifiche di fine anno
| Classifica (2010) | Posizione |
| ----------------- | --------- |
| Australia         | 25        |
| Nuova Zelanda     | 50        |
| Svezia            | 87        |
| Classifica (2011) | Posizione |
| Australia         | 100       |
| Belgio (Vallonia) | 90        |
| Canada            | 35        |
| Stati Uniti       | 30        |

## Pubblicazione
| Paese         | Data            | Formato           |
| ------------- | --------------- | ----------------- |
| Australia     | 22 ottobre 2010 | Download digitale |
| Austria       | 22 ottobre 2010 | Download digitale |
| Belgio        | 22 ottobre 2010 | Download digitale |
| Canada        | 22 ottobre 2010 | Download digitale |
| Germania      | 22 ottobre 2010 | Download digitale |
| Irlanda       | 22 ottobre 2010 | Download digitale |
| Italia        | 22 ottobre 2010 | Download digitale |
| Nuova Zelanda | 22 ottobre 2010 | Download digitale |
| Paesi Bassi   | 22 ottobre 2010 | Download digitale |
| Stati Uniti   | 22 ottobre 2010 | Download digitale |
| Svezia        | 22 ottobre 2010 | Download digitale |
| Svizzera      | 22 ottobre 2010 | Download digitale |